# Histopona laeta
Histopona laeta là một loài nhện trong họ Agelenidae.
Loài này thuộc chi Histopona. Histopona laeta được Wladislaus Kulczynski miêu tả năm 1897.